# Ⳝ
Cette page contient des caractères spéciaux ou non latins. S’ils s’affichent mal (▯, ?, etc.), consultez la page d’aide Unicode.
Ⳝ (minuscule : ⳝ), appelé tchima ancien nubien, est une lettre de l’alphabet copte utilisée dans l’écriture de l’ancien nubien.

## Représentations informatiques
Le tchima ancien nubien est représenté à l’aide des caractères Unicode (Copte) suivants :
| lettres   | représentations | chaînes de caractères | points de code | descriptions                              | note |
| --------- | --------------- | --------------------- | -------------- | ----------------------------------------- | ---- |
| majuscule | Ⳝ               | Ⳝ                     | U+2CDC         | lettre majuscule copte vieux copte tchima |      |
| minuscule | ⳝ               | ⳝ                     | U+2CDD         | lettre minuscule copte vieux copte tchima |      |